# Eliza Starbuck Barney
Eliza Starbuck Barney (9 de abril de 1802 - 18 de marzo de 1889 ) fue una activista cuáquera de los derechos de las mujeres y abolicionista, responsable de registros de genealogía escritos a mano que rastrearon la historia de más de 40,000 residentes de Nantucket, Massachusetts, desde el siglo XVII al XIX. El registro genealógico de Eliza Starbuck Barney, ahora mantenido por la Asociación Histórica de Nantucket, se ha digitalizado y está disponible en línea.

## Biografía
Eliza Starbuck era la tercera hija de Joseph Starbuck y Sally Gardner, una familia Nantucket que se había hecho rica mediante la industria del aceite de ballena . A los 18 años, Eliza se casó con Nathaniel Barney. A pesar de su riqueza, la pareja compartió casa con la hermana de Eliza, Eunice, y su esposo William Hadwen. Los maridos se convirtieron en socios comerciales, abriendo una refinería de aceite de ballena en el lugar donde se encuentra actualmente el Museo de la caza de ballenas de Nantucket .
Eliza Starbuck Barney fue secretaria de la Sociedad Antiesclavista de Nantucket de 1839 a 1840. Las familias recibieron a William Lloyd Garrison y Frederick Douglass en su casa en 1841 y organizaron una reunión contra la esclavitud; Nathaniel Barney rechazó sus dividendos del ferrocarril de New Bedford para protestar contra la negativa de este a transportar pasajeros negros.
En 1851, Eliza asistió a la primera convención por el sufragio femenino en Massachusetts. Nathaniel y Eliza dejaron Nantucket para mudarse Pensilvania después de 1857, y Eliza regresó después de la muerte de su esposo en 1869. Su hijo, Joseph, construyó una casa para ella en el número 73 de Main Street en 1871. Ahora se conoce como la casa de Eliza Barney.

## Registros genealógicos
La colección de datos genealógicos de Barney para los residentes de Nantucket abarcaba 1.702 páginas escritas a mano en seis libros de 275 páginas cada uno. La información incluye linaje familiar, nacimientos, matrimonios, defunciones, reubicaciones y defunciones en el mar. El registro comienza con los primeros colonos europeos en Nantucket, y se extendió más allá de su muerte hasta 1912 a través del trabajo de su nieta. La información genealógica de los libros fue extraída por el personal y los voluntarios de la Asociación Histórica de Nantucket y ahora se puede buscar a través de una base de datos en línea. El registro genealógico de Barney contiene algunas florituras idiosincrásicas, como agregar "Jr." a los nombres de mujeres con los mismos nombres que su madre.